# Father of a Son
Father of a Son è un singolo del gruppo musicale svedese The Ark, pubblicato nel 2002 ed estratto dall'album In Lust We Trust.

## Tracce
1. Father of a Son
2. The Glad Yeah